# ۱۱۳۱ (میلادی)
۱۱۳۱ هزار و صد و سی و یکمین سال میلادی است.

## رویدادها
- شوالیه‌های معبد نخستین قلعهٔ خود را در پادشاهی آراگون بنا کردند.

## زادروزها
- ۱۴ ژانویه - شاه والدمار یکم دانمارک

## درگذشت‌ها
- ۱ مارس - ایشتوان دوم شاه مجارستان
- ۴ دسامبر - خیام ریاضی‌دان، فیلسوف و شاعر ایرانی